# Carpelimus bipuncticollis
Carpelimus bipuncticollis är en skalbaggsart som först beskrevs av Thomas Casey 1889.  Carpelimus bipuncticollis ingår i släktet Carpelimus och familjen kortvingar. Inga underarter finns listade i Catalogue of Life.